# Microgaster ostriniae
Microgaster ostriniae är en stekelart som beskrevs av Xu och He 2000. Microgaster ostriniae ingår i släktet Microgaster och familjen bracksteklar. Inga underarter finns listade i Catalogue of Life.